# Cathinka Guldberg

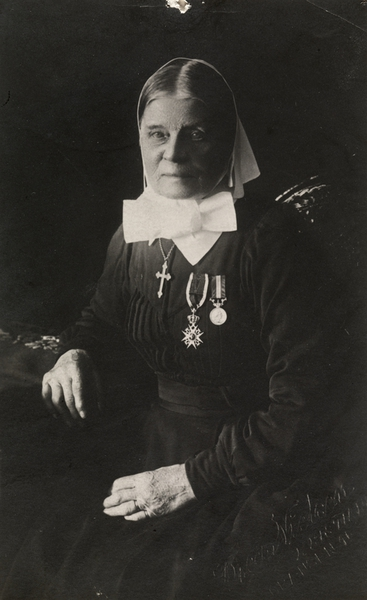
Cathinka Guldberg (1915)

Cathinka Augusta Guldberg (* 3. Januar 1840 in Christiania; † 22. Oktober 1919 in Kristiania) war eine norwegische Diakonisse und Begründerin der Krankenpflegeausbildung in Norwegen.

## Leben
Guldberg wuchs in Christiania (heute Oslo) und in Nannestad auf. Ihr Vater war der Pfarrer Carl August Guldberg. Ihre Mutter Hanna Sophie Theresia Bull (1810–1854) war eine Cousine von Marcus Thrane (1817–1890), einem norwegischen Sozialisten und Kopf der ersten norwegischen Arbeiterbewegung. Als älteste Tochter übernahm sie im Alter von 15 nach dem Tod ihrer Mutter die Leitung des familiären Haushalts.
Als junge Frau erfuhr Guldberg vom Tod eines obdachlosen Mädchens, das im christlich geprägten Norwegen auf der Straße erfroren war. Davon beeindruckt, suchte sie nach einer helfenden Lebensaufgabe. Sie zog im Alter von 24 Jahren von zu Hause weg und reiste im Jahr 1866 zur Ausbildung nach Deutschland an die Diakonie Kaiserswerth, wo zuvor bereits Florence Nightingale Schülerin war. Während ihrer Ausbildung diente sie an Feldlagern in Dresden und Berlin während des österreichisch-preußischen Krieges sowie am Feldkrankenhaus in Alexandria.
Zeitgleich stand in Norwegen die Gründung der ersten diakonischen Einrichtungen, darunter das Diakonissenhaus und die erste Krankenpflegeschule an, woran unter anderen der Theologe Gisle Johnson beteiligt war. Noch in Deutschland wurde Cathinka Guldberg gebeten, die Gründung und Leitung der Diakonissenausbildung in Norwegen zu übernehmen, wobei Aufbau und Organisation der Krankenpflege  sich am Kaiserswerther Vorbild von Theodor Fliedner ausrichteten.
Die norwegische Krankenpflegeausbildung unter Guldberg begann am 20. November 1868. Die Diakonisseneinrichtung befand sich zunächst auf dem Gemeindebauernhof in Oslo-Grønland, später in Ullevålsveien, und ab 1887 auf einem eigenen Gelände im Stadtteil Lovisenberg, wo sich die Einrichtung noch heute befindet.
Das Diakonisseninstitut, später das Diakonissenhaus, war 22 Jahre lang die einzige Krankenpflegeschule des Landes. Guldberg führte die Einrichtung über 51 Jahre ihres Lebens und war dort noch tätig, als sie im Alter von 79 Jahren starb.
Cathinka war die Schwester des Chemikers Cato Guldberg und des Medizinprofessors Gustav Adolph Guldberg. Sie war verschwägert mit dem Chemiker Peter Waage.

## Ehrungen
Ihre Arbeit war maßgeblich für die Entwicklung der Gesundheitsberufe und der kirchlichen Dienste in Norwegen. Sie förderte aber auch die Erschließung einer selbstbestimmten Berufsausbildung für Frauen.
Cathinka Guldberg wurde im Jahr 1915 zur ersten weiblichen Ritterin der Ersten Klasse des Ordens von St. Olav ernannt. Im Jahr 1918 wurde sie von Emmanuel Vigeland gemalt. Eine Statue von Nic Schiøll wurde 1966 enthüllt. 1968 wurde Guldberg auf einer Briefmarke zum 100. Jahrestag der Gründung des Diakonissenhauses abgebildet.
Cathinka Guldberg ist in der Grabstätte der Diakonissen auf dem Nordre Gravlund in Oslo beigesetzt.